# Disiphon
Disiphon is een geslacht van halfvleugeligen (Hemiptera) uit de familie witte vliegen (Aleyrodidae), onderfamilie Aleyrodinae.
De wetenschappelijke naam van dit geslacht is voor het eerst geldig gepubliceerd door Russell in 1993. De typesoort is Asterochiton dubienus.

## Soorten
Disiphon omvat de volgende soorten:
- Disiphon dubienus (Bondar, 1923)
- Disiphon russellae Martin, 2005